# Klappscheinwerfer

Mazda 323F der Serie BG

Klappscheinwerfer, umgangssprachlich auch Schlafaugen genannt, sind Front-Scheinwerfer, die im ausgeschalteten Zustand versenkt oder verdeckt sind.

## Geschichte
Das erste in Serie hergestellte Automobil mit Klappscheinwerfern war der im Jahr 1935 vorgestellte Cord 810/812. Bei ihm wurden Scheinwerfer verwendet, die von Stinson Aircraft hergestellt wurden und ursprünglich als versenkbare Landescheinwerfer in Flugzeugen zum Einsatz kamen.
Limousinen mit Klappscheinwerfern auszustatten wurde nur in den USA populär, wo 1968 bis 1983 keine aerodynamischen Glasabdeckungen vor den Scheinwerfern zulässig waren. Andernorts wurden typischerweise Sportwagen mit derartigen Scheinwerfern ausgestattet. Durch sie war es möglich, die Frontpartie so zu gestalten, dass sie aerodynamisch besonders günstig ist, solange die Scheinwerfer nicht benötigt werden – allerdings um den Preis umso schlechterer Windschlüpfigkeit, wenn die Scheinwerfer eingeschaltet sind. Das bedeutet, dass Klappscheinwerfer in Ländern, die Tagfahrlicht vorschreiben, aerodynamisch nicht sinnvoll sind.
Darüber hinaus gibt es bei Fahrzeugen mit Klappscheinwerfern eine besondere Situation mit dem Fernlicht; so kann man im normalen Betrieb bei Tag (wenn die Scheinwerfer geschlossen sind) keine Lichthupe geben oder muss eine starke Zeitverzögerung in Kauf nehmen, bevor sich die Scheinwerfer erst aufklappen, um ein Lichtsignal geben zu können. Da dies höchst unpraktisch ist und im Einzelfall Schwierigkeiten bei der Zulassung machen kann, baute man z. B. im  BMW 8er (E31) zwei Paar Fernlichter ein. Zusätzlich zum Fernlicht für den dauerhaften Betrieb (welcher sich im Klappscheinwerfer befindet), platzierte man ein zweites Paar Fernlichter in der Leiste neben dem Blinker. Dieses Zweitfernlicht ist auch bei eingefahrenem Klappscheinwerfer sichtbar und dient dem Geben von Lichtsignalen.
Ein weit verbreiteter Irrglaube besteht darin, dass neue, zusätzliche Vorschriften, technische oder gesetzliche Regelungen für das Aussterben der Klappscheinwerfer verantwortlich sind. Tatsächlich ist kein technischer oder rechtlicher Grund bekannt, warum Klappscheinwerfer nicht mehr zum Einsatz kommen dürften. Wahrscheinlicher ist, dass sie schlicht aus der Mode gekommen sind, da sich neuere Beleuchtungstechniken designtechnisch besser integrieren lassen und Klappscheinwerfer mit hohen Produktionskosten und erhöhtem Luftwiderstand verbunden sind.
2004 wurde die Produktion der letzten drei Fahrzeuge mit Klappscheinwerfern, der Corvette C5, des Lotus Esprit und des De Tomaso Guarà, eingestellt. Der Ferrari Daytona SP3 erhielt 2021 jedoch bewegliche Abdeckungen die an Klappscheinwerfer früherer Modelle erinnern.

## Bauarten und Technik

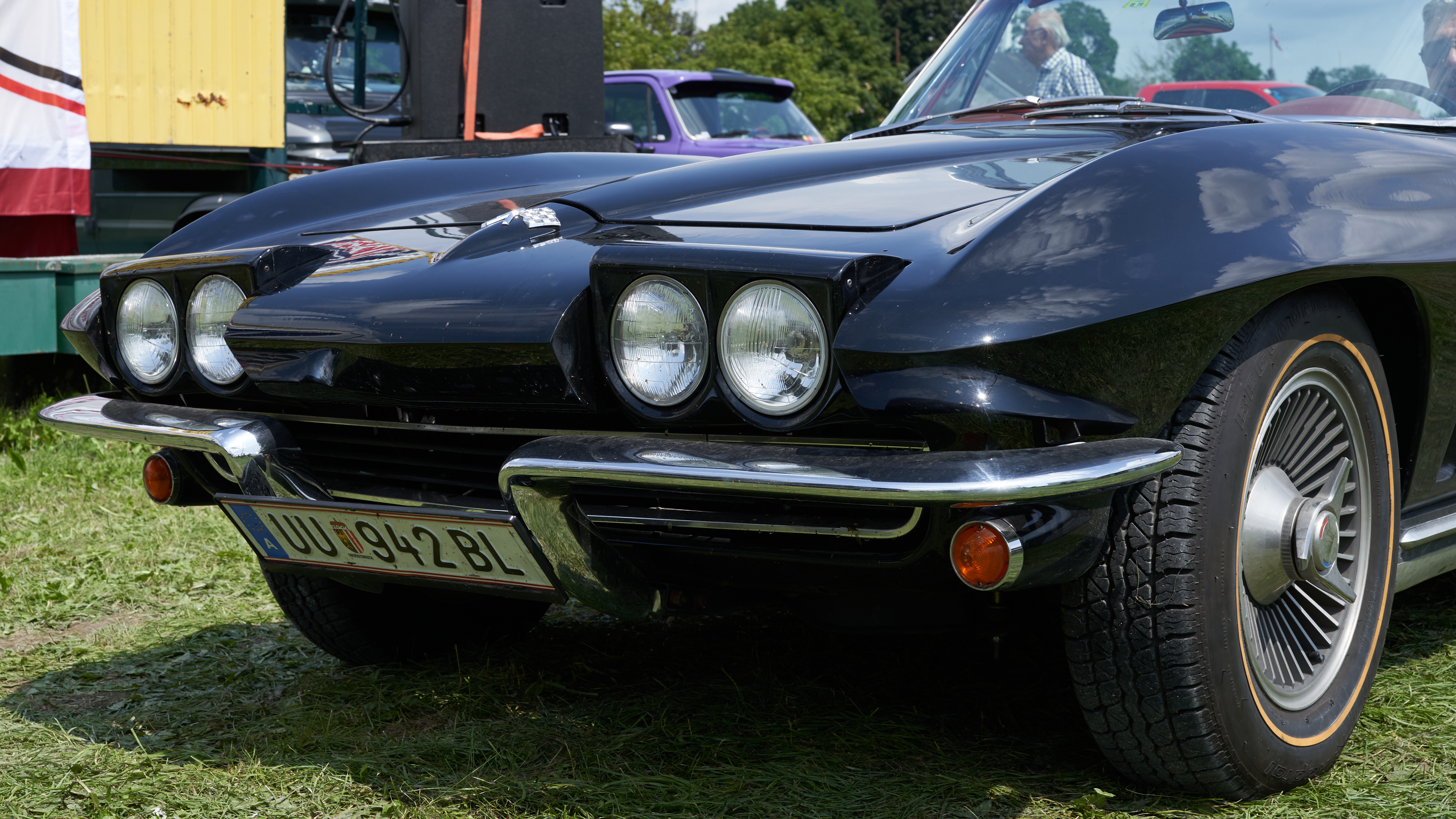
Um etwa 135° in der Querachse gedrehte Scheinwerfer (Corvette C2)

Es existieren verschiedene Grundprinzipien, nach denen Klappscheinwerfer in Automobilen umgesetzt sind:
- Versenkt mit Drehung um die Querachse: Beim Einschalten der Scheinwerfer fahren Elektromotoren sie aus der Karosserie heraus. Diese Lösung ist am häufigsten anzutreffen, beispielsweise beim Porsche 914. Bei wenigen Modellen wie dem Lamborghini Miura oder Porsche 928 sind die Klappscheinwerfer auch im ausgeschalteten Zustand sichtbar und zeigen dann nach oben. Der Öffnungswinkel reicht von etwa 20° bei der ersten BMW 8er Reihe bis zu etwa 180° bei der Chevrolet Corvette C4.
- Versenkt mit Drehung um die Längsachse: Diese Lösung ist beim Opel GT anzutreffen, wo die Scheinwerfer nicht elektrisch, sondern von Hand ausgefahren werden.
- Verdeckt: Bei Fahrzeugen wie dem Lincoln Continental stehen die Scheinwerfer fest. Ihre Abdeckungen werden elektrisch oder mit Unterdruck unter die Karosserie gefahren. Während dies beim Lincoln keine aerodynamische Veränderung bewirkt, öffnen sich beim Jaguar XJ220 und Vector W8 zwei Mulden durch Absenken der Karosserieteile vor den Scheinwerfern.

Klappscheinwerfer waren vor Einführung der Polyellipsoid-Scheinwerfer (in den 1980er Jahren) eine Kompromisslösung, um große Scheinwerfer in sehr sportliche Kraftfahrzeuge unterzubringen. Bei Gebrauch des Scheinwerfers verschlechtert sich der durchschnittliche {\displaystyle c_{\mathrm {w} }}-Wert um 3 bis 10 Prozent.